# Stage Beauty
Stage Beauty è un film del 2004 diretto da Richard Eyre.

## Trama
Nell'Inghilterra di Carlo II la scena teatrale è occupata esclusivamente da attori di sesso maschile, perché è impedito per legge alle donne di esibirsi in spettacoli pubblici. Fra gli attori ve ne sono alcuni votati esclusivamente a interpretare i ruoli femminili nelle opere teatrali.
Kynaston è uno di questi attori, anzi è il più famoso di Londra. La sua sarta e assistente personale, Maria, lo studia segretamente tutte le sere, quando questi interpreta la Desdemona nell'Otello di Shakespeare. Contravvenendo al divieto imposto dalla legge, Maria interpreta il ruolo di Desdemona in una piccola locanda, riuscendo a impressionare il pubblico presente e a farsi invitare a corte per la sera successiva. Essendo venuto a conoscenza dal suo amante, il Duca di Buckingham, che una donna è salita sulle scene per interpretare il ruolo di Desdemona, Kynaston ottiene di accompagnarlo alla corte del re, dove Maria gli viene presentata come attrice: lo stupore dei due, incontrandosi, sarà grande, e spingerà Kynaston a mettere al corrente il Re dell'occupazione di Maria. Quest'ultimo, invece di indignarsi, si sente stuzzicato dalla novità e abolisce la legge che vietava alle donne di esibirsi in teatro.
I palcoscenici di Londra vengono così assediati da stuoli di donne che vogliono avere la possibilità di recitare, anche se non tutte ovviamente sono dotate. Kynaston e tutti gli attori specializzati in ruoli femminili si trovano così in grande difficoltà, in quanto il Re ha inoltre vietato agli uomini di interpretare ruoli femminili. Molti suoi colleghi, per questo, sono stati costretti a ripiegare su lavori più umili.
Ma Kynaston ha anche un conto in sospeso con Sir Charles, che tempo addietro aveva viste negate con forza le proprie profferte sessuali, e così il giovane attore si ritrova velocemente in miseria. Intanto Maria riscuote un notevole successo, divenendo una stella del teatro londinese. Ma lo stesso soffre della disgrazia in cui è caduto il suo tanto amato Kynaston, così lo spinge a interpretare ruoli maschili, piuttosto che non recitare affatto. Ma l'attore è nato per "essere donna" e si rifiuta di cambiare.
Anche Maria, però, con il tempo vede appannare la propria fama. È vero, è stata la prima attrice donna a calcare pubblicamente un palcoscenico, e rimarrà famosa per questo, ma ora che non è più l'unica, ora che molte bravi attrici si stanno affermando, nel confronto non ne esce completamente vittoriosa. La situazione peggiora quando il Re vuole vederla nel personaggio di Desdemona, ruolo che lei sa interpretare solo alla maniera di Kynaston.
Dovrà allora accettare l'aiuto di Kynaston, dandogli così la forza di affrontare un personaggio maschile, Otello, che le permetterà di offrire la migliore interpretazione possibile della morte di Desdemona. Tra Kynaston e Maria si creerà infine, grazie anche all'unione data dal personaggio di Desdemona, un idillo d'amore.

## Cast
L'attrice Claire Danes si era già cimentata con un ruolo shakespeariano, interpretando nel 1996 la parte di Giulietta nel Romeo + Giulietta di Baz Luhrmann. Anche Rupert Everett, nel 1999, interpretò il ruolo shakespeariano di Oberon nel Sogno di una notte di mezza estate di Michael Hoffman.

## Distribuzione
Il film, girato a Londra, esce in anteprima negli USA l'8 maggio 2004, al Tribeca Film Festival. In patria debutta il 3 settembre dello stesso anno, mentre in Italia arriva il 6 maggio 2005.

## Riconoscimenti
- Phoenix Film Critics Society Awards